# Kabuyea
Kabuyea, monotipski biljni rod iz porodice Tecophilaeaceae. Njegova je jedina vrsta, K. hostifolia, lukovičasti geofit iz Tanzanije i Mozambika. Prvi puta opisana je još 1900. kao Cyanastrum hostifolium.
Rod je opisan 1998.

## Sinonimi
- Cyanastrum bussei Engl.
- Cyanastrum hostifolium Engl.